# Szwajcarskie odznaczenia
Konfederacja Szwajcarska nie nadaje żadnych odznaczeń państwowych za zasługi. Jedynie żołnierze mogą otrzymać dekoracje–odznaki do noszenia na wojskowych mundurach. Mają one formę baretek, ewentualnie z dodatkowymi metalowymi akcesoriami, lub medali (te ostatnie przyznawane są tylko za uczestnictwo w zagranicznych operacjach pokojowych itp.).
| Szwajcarskie odznaczenia wojskowe         | Szwajcarskie odznaczenia wojskowe                     | Szwajcarskie odznaczenia wojskowe                                  |
| Baretka                                   | Nazwa polska                                          | Nazwa niemiecka                                                    |
| ----------------------------------------- | ----------------------------------------------------- | ------------------------------------------------------------------ |
|                                           | Odznaka Długiej Służby za 950 dni służby              | Dienstleistungsabzeichen für 950 Diensttage                        |
|                                           | Odznaka Długiej Służby za 850 dni służby              | Dienstleistungsabzeichen für 850 Diensttage                        |
|                                           | Odznaka Długiej Służby za 750 dni służby              | Dienstleistungsabzeichen für 750 Diensttage                        |
|                                           | Odznaka Długiej Służby za 650 dni służby              | Dienstleistungsabzeichen für 650 Diensttage                        |
|                                           | Odznaka Długiej Służby za 550 dni służby              | Dienstleistungsabzeichen für 550 Diensttage                        |
|                                           | Odznaka Długiej Służby za 450 dni służby              | Dienstleistungsabzeichen für 450 Diensttage                        |
|                                           | Odznaka Długiej Służby za 350 dni służby              | Dienstleistungsabzeichen für 350 Diensttage                        |
|                                           | Odznaka Długiej Służby za 250 dni służby              | Dienstleistungsabzeichen für 250 Diensttage                        |
|                                           | Odznaka Długiej Służby za 170 dni służby              | Dienstleistungsabzeichen für 170 Diensttage                        |
|                                           | Odznaka Długiej Służby za 90 dni służby               | Dienstleistungsabzeichen für 90 Diensttage                         |
|                                           | Odznaka za Nadzwyczajne Osiągnięcia                   | Ausserordentliche Leistung                                         |
|                                           | Odznaka za Strzelanie: Karabin Szturmowy 1. stopnia   | Auszeichnungen für das Schiessen: Sturmgewehr Stufe 1              |
|                                           | Odznaka za Strzelanie: Karabin Szturmowy 2. stopnia   | Auszeichnungen für das Schiessen: Sturmgewehr Stufe 2              |
|                                           | Odznaka za Strzelanie: Pistolet 1. stopnia            | Auszeichnungen für das Schiessen: Pistole Stufe 1                  |
|                                           | Odznaka za Strzelanie: Pistolet 2. stopnia            | Auszeichnungen für das Schiessen: Pistole Stufe 2                  |
|                                           | Odznaka Szkoleniowa: Pierwsza pomoc/Obrona ABC        | Ausbildungsauszeichnungen: Selbst- und Kameradenhilfe / ABC Abwehr |
|                                           | Odznaka Szkoleniowa: Nawigator                        | Ausbildungsauszeichnungen: Wasserfahrer                            |
|                                           | Odznaka Szkoleniowa: Sędzia (Strzelectwo)             | Ausbildungsauszeichnungen: Richter (Schusswaffen)                  |
|                                           | Odznaka Szkoleniowa: Odznaka Górska                   | Ausbildungsauszeichnungen: Gebirgsauszeichnung                     |
|                                           | Odznaka Sportu Wojskowego 1                           | Auszeichnungen Militärsport Poziomu 1                              |
|                                           | Odznaka Sportu Wojskowego 2                           | Auszeichnungen Militärsport Poziomu 2                              |
|                                           | Odznaka Sportu Wojskowego Zawodów                     | Militärsportwettkampfauszeichnung                                  |
|                                           | Odznaka za Nadobowiązkową Aktywność 1. stopnia        | Ausserdienstliche Tätigkeit Stufe 1                                |
|                                           | Odznaka za Nadobowiązkową Aktywność 2. stopnia        | Ausserdienstliche Tätigkeit Stufe 2                                |
| (w przygot.)                              | Odznaka za Nadobowiązkową Aktywność 3. stopnia        | Ausserdienstliche Tätigkeit Stufe 3                                |
| Ribbon bar image; refer to adjacent text. | Odznaka za Misję Wewnętrzną                           | Einsatzabzeichen: Inland-Einsätze                                  |
| Ribbon bar image; refer to adjacent text. | Odznaka za Misję Zagraniczną: Kosowo                  | Einsatzabzeichen: Kosovo Missionsabzeichen                         |
| Ribbon bar image; refer to adjacent text. | Odznaka za Misję Zagraniczną: Bośnia-Hercegowina      | Einsatzabzeichen: Bosnia-Herzegovina Missionsabzeichen             |
| Ribbon bar image; refer to adjacent text. | Odznaka za Misję Zagraniczną: Korea                   | Einsatzabzeichen: Korea Missionsabzeichen                          |
| Ribbon bar image; refer to adjacent text. | Odznaka za Misję Zagraniczną: Namibia                 | Einsatzabzeichen: Namibia Missionsabzeichen                        |
| Ribbon bar image; refer to adjacent text. | Odznaka za Misję Zagraniczną: Sahara Zachodnia        | Einsatzabzeichen: Western Sahara Missionsabzeichen                 |
| Ribbon bar image; refer to adjacent text. | Odznaka za Misję Zagraniczną: Wsparcie Pokoju         | Einsatzabzeichen: Peace Support Missionsabzeichen                  |
| Ribbon bar image; refer to adjacent text. | Odznaka za Misję Zagraniczną: Obserwacja Wojskowa ONZ | Einsatzabzeichen: UN Military Observer Missionsabzeichen           |
| Ribbon bar image; refer to adjacent text. | Odznaka za Misję Zagraniczną: Partnerstwo dla Pokoju  | Einsatzabzeichen: Partnerschaft für den Frieden Missionsabzeichen  |
| Ribbon bar image; refer to adjacent text. | Odznaka za Misję Zagraniczną: Długoletni Przydział    | Einsatzabzeichen: Lange Ausland-Abkommandierung                    |
| Ribbon bar image; refer to adjacent text. | Odznaka za Misję Zagraniczną: Mandat ONZ/OBWE         | Einsatzabzeichen: UNO OSZE Mandate Missionsabzeichen               |